# Jeux de la Francophonie de 2017
Navigation
Nice 2013 Kinshasa 2023
Les Jeux de la Francophonie 2017, VIIIes Jeux de la Francophonie, ont lieu du 21 juillet au 30 juillet 2017 à Abidjan, en Côte d'Ivoire. Il s'agit de la troisième compétition internationale accueillie par la ville depuis 2011, après le Championnat d'Afrique de basket-ball 2013 et la Coupe du monde de taekwondo 2013.
La métropole d'Abidjan a été désignée face à l'unique candidature concurrente N'Djaména, lors de la 87e session du Conseil permanent de la francophonie, le 15 mars 2013 à Paris. Ces jeux sont constitués de plusieurs compétitions sportives, de concours culturels, et de créations numériques et de développement.

## Sélection des villes
Au 30 novembre 2012, date limite de clôture des candidatures, seules deux villes se sont portées candidates à l'organisation des Jeux de la Francophonie de 2017 : Abidjan et N'Djaména.
Le 15 mars 2013, après évaluation, expertise et audition des candidatures, le Conseil permanent de la francophonie, composé des représentants de 77 États et gouvernements, désignent Abidjan comme ville hôte des Jeux de la francophonie de 2017. Cette désignation suit les recommandations du Conseil d’orientation du Comité international des Jeux de la Francophonie et se base sur les notes attribuées aux candidatures, lesquelles placent la capitale économique ivoirienne en tête.
| Abidjan       | Côte d'Ivoire | 782,8 | 852,1 | 817,5 |
| N'Djaména     | Tchad         | 674,6 | 754,8 | 714,7 |
| Note maximale | Note maximale | 1000  | 1000  | 1000  |

## Organisation
Le Comité national des Jeux de la Francophonie (CNJF) est chargé de l'organisation de ces jeux. Son siège, inauguré le 19 mars 2015, se trouve dans un pavillon de la Cité des arts, dans la commune abidjanaise de Cocody.

### Budget
Le budget des Jeux de la Francophonie 2017 est estimé à 7,5 milliards de francs CFA (soit 11,4 millions d'euros) par le gouvernement ivoirien, sur la base du cahier des charges. Cette somme est en partie dédiée à la réhabilitation de plusieurs des infrastructures sportives et culturelles sélectionnées pour l'évènement.

### Identité visuelle
Il y a eu deux logos pour Abidjan 2017 : l'un conçu pour le processus qui porte la candidature de la ville, et l'autre en tant que marque durant toute la phase de préparation et la période des Jeux de la Francophonie eux-mêmes. Ce dernier, dévoilé le 1er août 2014, est la représentation stylisée d'une tête d'éléphant, l’emblème du pays, avec des courbes colorées aux couleurs de la francophonie. Il est décliné en une version verticale et une version horizontale (texte placé à droite horizontalement par rapport au logo). Un concours organisé, du 15 septembre au 31 octobre 2014, doit permettre de créer une mascotte officielle pour ces jeux.

Logo de candidature pour les JdF de 2017.
Logo officiel utilisé pour les jeux de 2017. Version animée

### Médias
700 journalistes sont attendus pour couvrir l'évènement.

## Participants
Quarante-huit délégations participent à cette huitième édition des Jeux de la Francophonie. Le Kosovo et l'Ukraine participent pour la première fois à ces jeux. Le Laos marque son retour après sa dernière participation en 2009.
Au contraire, l'Andorre, l'Autriche, Chypre, l'Estonie, la Guinée-Bissau, la Guinée équatoriale, le Monténégro, la Pologne, le Rwanda, Sainte-Lucie et la Slovaquie présents aux Jeux de 2013, sont absents de la compétition. 
Certaines délégations n'ont pas défilé lors de la cérémonie d'ouverture : il s'agit du Burundi, du Laos, de la Macédoine, du Mozambique, du Qatar, de l'Ukraine et du Vanuatu.
- Arménie
- Bénin
- Bulgarie
- Burkina Faso
- Burundi
- Cambodge
- Cameroun
- Canada
- Cap-Vert
- République centrafricaine
- Comores
- Communauté française de Belgique
- République du Congo
- République démocratique du Congo
- Côte d'Ivoire
- Djibouti
- Égypte
- France
- Gabon
- Guinée
- Haïti
- Kosovo
- Laos
- Liban
- Luxembourg
- Macédoine
- Madagascar
- Mali
- Maroc
- Maurice
- Mauritanie
- Monaco
- Mozambique
- Niger
- Nouveau-Brunswick
- Qatar
- Québec
- Roumanie
- Sénégal
- Seychelles
- Suisse
- Tchad
- Togo
- Tunisie
- Ukraine
- Uruguay
- Vanuatu
- Viêt Nam

## Disciplines
Les disciplines sportives figurant au programme des jeux de la Francophonie 2017 sont :
| - Athlétisme (détails) - Athlétisme handisport - Basket-ball - Cyclisme | - Cyclisme sur route (démonstration) - Football (détails) - Judo - Lutte libre | - Lutte sénégalaise - Tennis de table |

Conformément à l'esprit des jeux de la Francophonie, des concours sont également réalisés dans les domaines suivants : littérature, contes, chansons, photographies, arts plastiques et visuels, arts de la rue, danses de création, et en démonstration des arts numériques, trait d’union entre culture traditionnelle et innovation technologique.

## Lieux et infrastructures

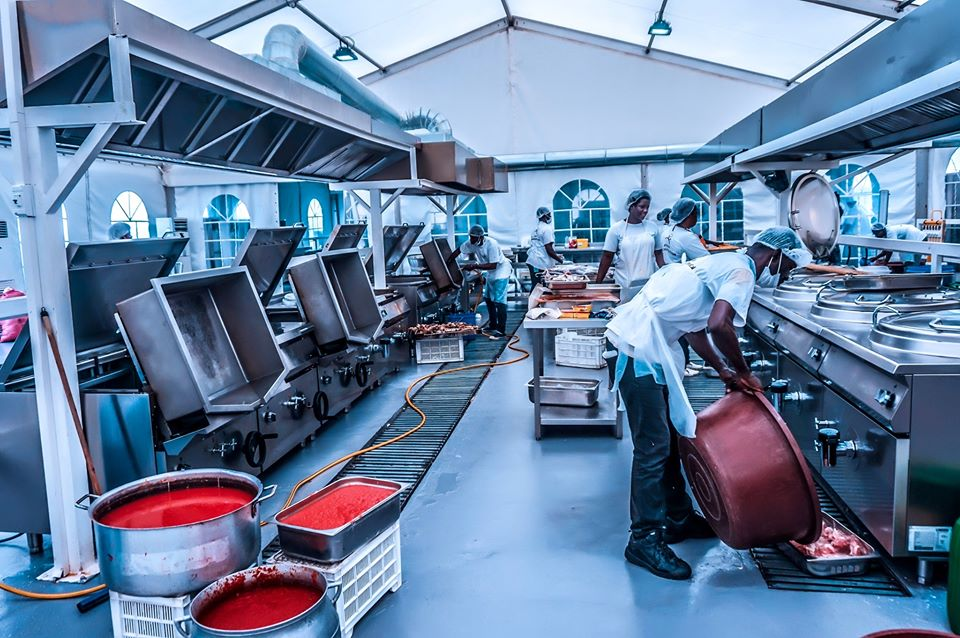
Restauration collective.

Les infrastructures sportives et culturelles sont définies lors de la rédaction du cahier des charges courant 2012,c et définitivement attribuées en fin 2013. Les lieux où se déroulent les jeux sont découpés en trois zones : 
- Zone A : communes de Marcory et Treichville;
- Zone B : commune du Plateau;
- Zone C : commune de Cocody.

Au total, les Jeux de la Francophonie 2017 mobilisent les installations de dix lieux différents.
| Marcory | Treichville | Treichville | Treichville                                                                    |
| --- | --- | --- | ------------------------------------------------------------------------------ |
| Stade Robert-Champroux Compétitions sportives (dernière rénovation en 2007)                                                                                                   | Parc du Canal aux bois Concours culturels | Palais des sports Compétitions sportives (rénové en 2013) | Palais de la culture Concours culturels (réhabilité en 2012)                   |
| | | |                                                                                |
| Le Plateau | \| Carte d'Abidjan Stade Champroux Canal aux bois Palais · des sports Palais de la culture Institut français Stade H-Boigny Bibliothèque / Musée Café-Théâtre Village des Jeux (campus H-Boigny) \| | \| Carte d'Abidjan Stade Champroux Canal aux bois Palais · des sports Palais de la culture Institut français Stade H-Boigny Bibliothèque / Musée Café-Théâtre Village des Jeux (campus H-Boigny) \| | Treichville                                                                    |
| Stade Félix-Houphouët-Boigny Compétitions sportives (dernière rénovation en 2009)                                                                                             | \| Carte d'Abidjan Stade Champroux Canal aux bois Palais · des sports Palais de la culture Institut français Stade H-Boigny Bibliothèque / Musée Café-Théâtre Village des Jeux (campus H-Boigny) \| | \| Carte d'Abidjan Stade Champroux Canal aux bois Palais · des sports Palais de la culture Institut français Stade H-Boigny Bibliothèque / Musée Café-Théâtre Village des Jeux (campus H-Boigny) \| | Café-Théâtre Centre national des arts et de la culture Concours culturels      |
| | \| Carte d'Abidjan Stade Champroux Canal aux bois Palais · des sports Palais de la culture Institut français Stade H-Boigny Bibliothèque / Musée Café-Théâtre Village des Jeux (campus H-Boigny) \| | \| Carte d'Abidjan Stade Champroux Canal aux bois Palais · des sports Palais de la culture Institut français Stade H-Boigny Bibliothèque / Musée Café-Théâtre Village des Jeux (campus H-Boigny) \| |                                                                                |
| Le Plateau | Le Plateau | Le Plateau | Cocody                                                                         |
| Musée des civilisations Concours culturels | Bibliothèque nationale Concours culturels | Institut français Concours culturels | Campus de Cocody Village des Jeux; Compétitions sportives (réhabilité en 2012) |
| | | |                                                                                |
| Stade Champroux Canal aux bois Palais · des sports Palais de la culture Institut français Stade H-Boigny Bibliothèque / Musée Café-Théâtre Village des Jeux (campus H-Boigny) | | |                                                                                |

## Tableau des médailles
- Pays organisateur

| Rang  | Nation                           | Or  | Argent | Bronze | Total |
| ----- | -------------------------------- | --- | ------ | ------ | ----- |
| 1     | France                           | 22  | 16     | 11     | 49    |
| 2     | Maroc                            | 13  | 14     | 15     | 42    |
| 3     | Canada                           | 13  | 8      | 15     | 36    |
| 4     | Sénégal                          | 10  | 9      | 8      | 27    |
| 5     | Roumanie                         | 8   | 9      | 14     | 31    |
| 6     | Côte d'Ivoire                    | 6   | 8      | 5      | 19    |
| 7     | Cameroun                         | 5   | 7      | 9      | 21    |
| 8     | Québec                           | 5   | 7      | 6      | 18    |
| 9     | République du Congo              | 5   | 0      | 0      | 5     |
| 10    | Burkina Faso                     | 3   | 4      | 2      | 9     |
| 11    | Suisse                           | 3   | 2      | 9      | 14    |
| 12    | Seychelles                       | 2   | 0      | 1      | 3     |
| 13    | Kosovo                           | 2   | 0      | 0      | 2     |
| 14    | Arménie                          | 1   | 4      | 3      | 8     |
| 15    | Mali                             | 1   | 2      | 5      | 8     |
| 16    | Niger                            | 1   | 2      | 3      | 6     |
| 17    | Nouveau-Brunswick                | 1   | 2      | 2      | 5     |
| 18    | Bénin                            | 1   | 1      | 3      | 5     |
| 18    | Maurice                          | 1   | 1      | 3      | 5     |
| 20    | Cap-Vert                         | 1   | 1      | 0      | 2     |
| 21    | Tunisie                          | 1   | 0      | 6      | 7     |
| 22    | République démocratique du Congo | 1   | 0      | 2      | 3     |
| 22    | Liban                            | 1   | 0      | 2      | 3     |
| 24    | Égypte                           | 1   | 0      | 0      | 1     |
| 25    | Communauté française de Belgique | 0   | 2      | 2      | 4     |
| 26    | Tchad                            | 0   | 2      | 1      | 3     |
| 27    | Gabon                            | 0   | 2      | 0      | 2     |
| 28    | Guinée                           | 0   | 2      | 0      | 2     |
| 29    | Luxembourg                       | 0   | 1      | 3      | 4     |
| 30    | Madagascar                       | 0   | 1      | 2      | 3     |
| 31    | République centrafricaine        | 0   | 0      | 2      | 2     |
| 32    | Cambodge                         | 0   | 0      | 1      | 1     |
| 32    | Djibouti                         | 0   | 0      | 1      | 1     |
| 32    | Togo                             | 0   | 0      | 1      | 1     |
| 32    | Viêt Nam                         | 0   | 0      | 1      | 1     |
| Total | Total                            | 103 | 105    | 128    | 336   |